# 짜갈레온
짜갈레온은 요괴메카드에 등장하는 카멜레온 캐릭터이다.

## 특징
《과도한 광택 허술한 마무리 AS는 보장 못해~ 짜갈레온》
카멜레온처럼 생긴 요괴로 요괴메카드 스페설 1화에서는 자기를 천재도둑이라 하였다.

## 작중 행적

### 요괴메카드 무인편
첫 등장은 16화
16화에서 목기롱을 이겼으나 이천숭이,뻔도야지가 놀쥐,코독을 쓰러뜨리면서 나찬에게 넘어간다.

### 요괴메카드 스페셜
1화에서 이지은의 자전거를 이지은 뒤에 타고 카멜레온이 아니라 우주최고의 도둑 도팡이라고 불렀다. 우주최고의 자랑하는 시크릿 비행산이매달린 다이아몬드를 훔치려다 그만 발을 합기는 바람에 떨어져 요괴가 되고 말았다. 그런 다음 천재형에게 채포 되고 말았다.
2화에서 호랑나비에서 짜갈레온으로 변해 양피곤의 양뿔 박치기로 날아가 버렸다.

## 다른 캐릭터들과의 관계
- 천재형,코독,놀쥐 : 적